# 绍莫吉亚德
绍莫吉亚德，是匈牙利绍莫吉州所辖的一个村。总面积25.06平方公里，总人口1589，人口密度63.4人/平方公里（2011年1月1日）。